# مسجد قدیمی توران پشت

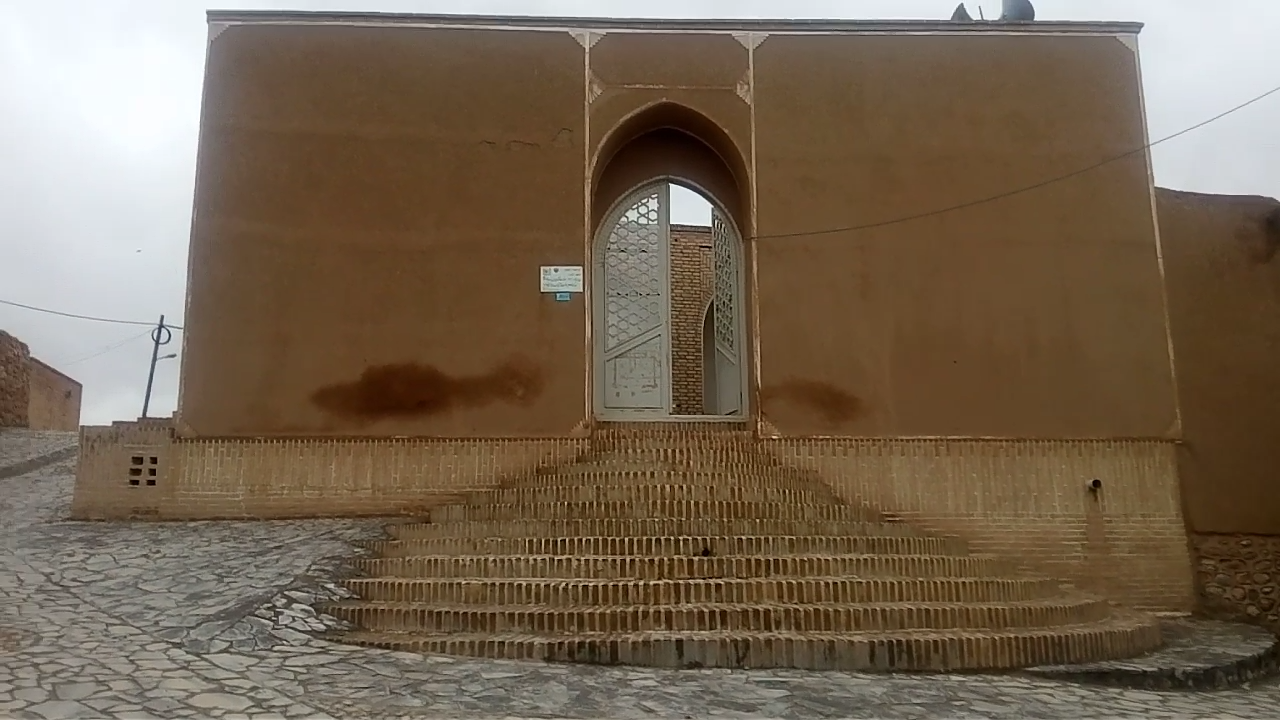
مسجد توران پشت

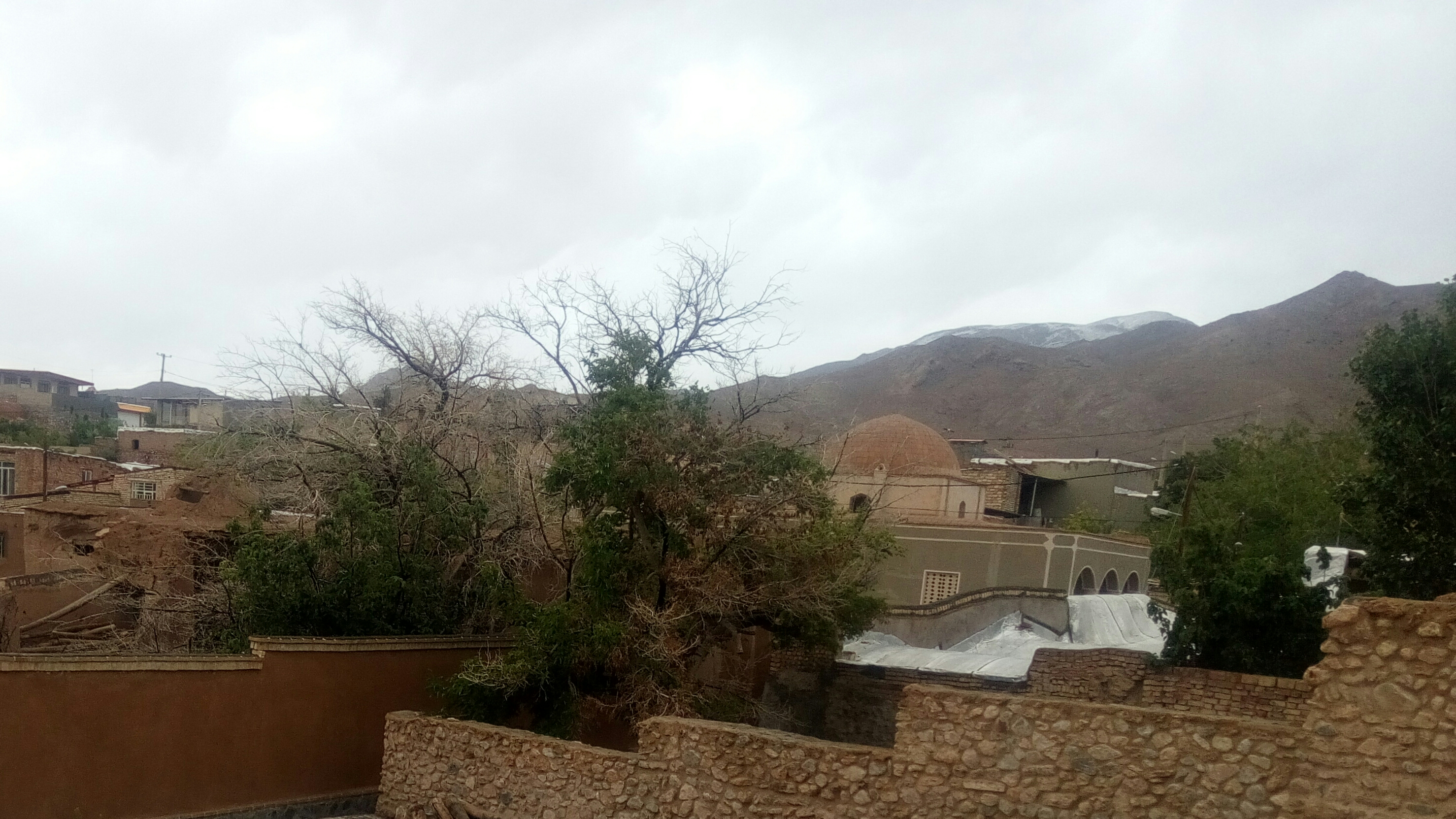
نمای مسجد از کوچه های روستا

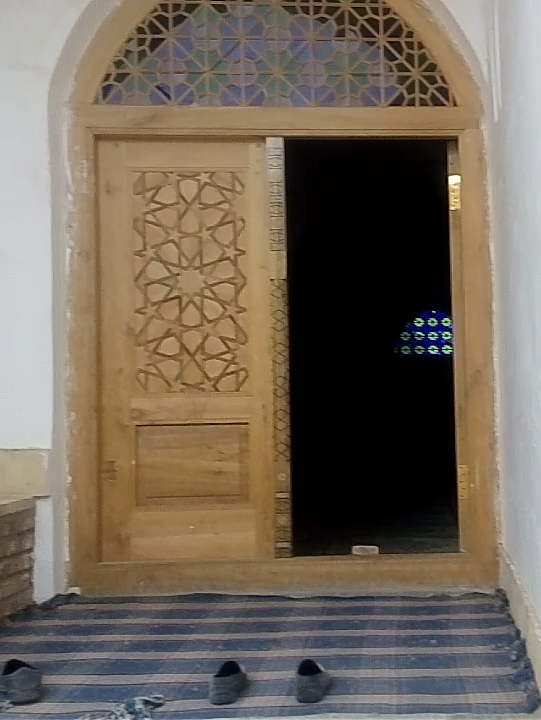
در ورودی مسجد

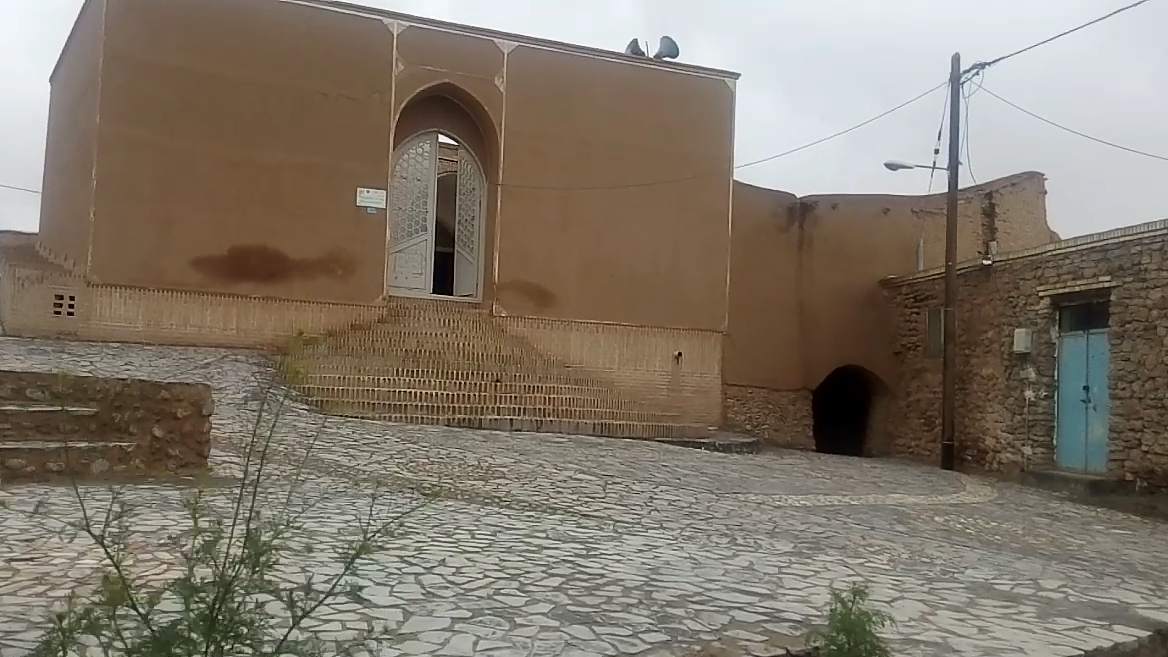
مسجد قدیمی توران پشت

مسجد قدیمی توران پشت مربوط به دوره تیموری است و در شهرستان تفت، روستای توران واقع شده و این اثر در تاریخ ۱۵ آذر ۱۳۷۸ با شمارهٔ ثبت ۲۵۴۱ به‌عنوان یکی از آثار ملی ایران به ثبت رسیده است.